# Benito Sánchez Postigo
Benito Sánchez Postigo (Segòvia, 17 de setembre de 1963) és un futbolista castellanolleonès retirat que ocupava la posició de defensa.

## Carrera esportiva
Comença a destacar a la temporada 83/84, a les files de l'Algeciras CF. L'any següent següent fitxa pel conjunt veí del Cadis CF, amb qui ascendeix a primera divisió el 1985. Jugaria dues temporades a la màxima divisió amb els gaditans, en les quals hi suma 48 partits i un gol. L'estiu de 1987, el Cádiz baixa a Segona Divisió, i el defensa recala a les files de l'Elx CF. Amb l'equip valencià viu un nou ascens a la màxima categoria eixe mateix any, en el qual hi seria titular. Disputa la primera divisió 88/89 amb els il·licitans, tot i que no aconsegueixen la permanència. Passa un altre any a Elx abans de fitxar pel CE Castelló per la temporada 90/91. Els de la Plana quedarien penúltims i baixarien a la categoria d'argent, en la qual el defensa disputà la temporada 91/92. Fitxa llavors per l'Hèrcules CF. El club alacantí puja a Segona Divisió el 1993, i tres anys després, ascendeix a primera divisió, però una lesió va mantindre el defensa inèdit eixa temporada.